# 郭到元
郭到元，韓語：，常誤譯為郭度沅、郭道元等，本名郭炳奎（곽병규），1973年5月17日—，韓國男演員。
現獨居濟州島，从2003年开始跑龙套进入电影圈。前期於話劇劇場多擔任配角角色，也為學費及三餐苦惱而在工地打零工，後來藉著前輩介紹有了出演電影的機會。他在2012年通过《与犯罪的战争：坏家伙的全盛时代》得到了观众的喜爱，2013年在电影《辯護人》的反面角色让他再次备受人们的关注，而2016年电影《哭聲》巩固他的主演地位。

## 演出作品

### 電視劇
- 2010年：SBS《人生多美麗》
- 2012年：SBS《幽靈》飾演 全赫柱
- 2013年：KBS《Good Doctor》飾演 姜賢泰
- 2013年：SBS《奇怪的保姆》飾演 福女的前夫（特別出演）
- 2022年：ENA《具必秀不在》飾演 具必秀
- TBA：TVING《Villains》飾演 張仲赫

### 電影
- 2008年：《神偷．獵人．斷指客》
- 2009年：《手機》
- 2009年：《我喜歡現在這樣》
- 2009年：《非常母親》飾演 木炭男
- 2010年：《大叔》飾演 金刑警
- 2010年：《深夜FM》飾演 張記者
- 2010年：《黃海》飾演 金勝鉉
- 2011年：《Head》
- 2012年：《與犯罪的戰爭：壞家伙的全盛時代》飾演 趙凡碩
- 2012年：《愛情小說》飾演 黃導演
- 2012年：《占卜師們》飾演 沈仁
- 2012年：《上班族》飾演 郭鍾泰
- 2013年：《柏林》飾演 青瓦台調查官
- 2013年：《憤怒的倫理學》
- 2013年：《辯護人》飾演 車東英
- 2014年：《不標準情人》飾演 英日
- 2014年：《新村殭屍漫畫》飾演 沈仁
- 2014年：《千術之神》飾演 張東植
- 2015年：《無賴漢》飾演 文基範
- 2015年：《朝鮮魔術師》飾演 歸沒
- 2016年：《哭聲》飾演 全鍾九
- 2016年：《阿修羅》飾演 金車仁
- 2017年：《超級市長》飾演 申賀秀
- 2017年：《鋼鐵雨》飾演 郭哲宇
- 2020年：《南山的部長們》飾演 朴龍格
- 2020年：《鋼鐵雨2：深潛行動》飾演 朴鎮宇
- 2020年：《刑警沒有假期》飾演 洪炳秀
- 2021年：飾演 YouTuber
- 2024年：《烈火救援》

## 獎項
- 2012年：SBS演技大賞－Drama Special部門 男子特別演技賞（幽靈）

## 爭議事件
郭到元於2022年9月25日，在濟州醉酒駕駛，後被警方拘捕及調查。

## 外部連結
- NAVER （页面存档备份，存于）